# Карњач (Белуно)
Карњач (итал. Cargnach) је насеље у Италији у округу Белуно, региону Венето.
Према процени из 2011. у насељу је живело 15 становника. Насеље се налази на надморској висини од 619 м.